# Sony Xperia 10系列
Sony Xperia 10 系列是索尼移动于2019年2月25日2019世界流動通訊大會正式发布的中端智慧型手機系列，包括Sony Xperia 10与Sony Xperia 10 Plus。此系列為Sony Xperia XA2的後繼機種。
两款手机均采用21:9长宽比Full HD+显示屏，搭载高通骁龙630&高通骁龙636处理器，后置双摄横排居中排列，左上角配有LED闪光灯。

## 设计

### 颜色

#### Sony Xperia 10
| 顏色 | 名稱 | 英語   | 備註 |
| ---- | ---- | ------ | ---- |
|      | 黑色 | Black  |      |
|      | 银色 | Silver |      |
|      | 蓝色 | Blue   |      |
|      | 粉色 | Pink   |      |

#### Sony Xperia 10 Plus
| 顏色 | 名稱 | 英語   | 備註 |
| ---- | ---- | ------ | ---- |
|      | 黑色 | Black  |      |
|      | 银色 | Silver |      |
|      | 蓝色 | Blue   |      |
|      | 金色 | Gold   |      |

#### 机身
Sony Xperia 10系列均采用聚碳酸酯加上磨砂工艺处理，握持时有类似金属的感觉。

#### 屏幕
Sony Xperia 10系列都是采用21:9比例的带鱼屏设计

#### 解锁方式
电源键和指纹解锁分离，和之前Sony XA2类似，有媒体称是为了避免在美国市场和苹果、惠普的电源指纹专利产生冲突。

## 硬件
Sony Xperia 10系列搭载高通骁龙630或高通骁龙636，采用LPDDR4x 1333MHZ内存。Sony Xperia 10系列屏幕分辨率均为1080 x 2520 ，屏幕密度（ppi）Xperia 10为457ppi、Xperia 10 Plus为422ppi，两款屏幕采样率均为60HZ。

## 软件
Netflix、Prime Video、YouTube和Sony Pictures等流媒体均支持21:9比例的视频可供播放。
2019年世界移动通信大会上，Sony宣称两款机型均支持Android10升级。